# Эрик-викинг
«Эрик-викинг» (англ. Erik the Viking) — художественный кинофильм в жанре фэнтези, снятый Терри Джонсом по мотивам скандинавской мифологии. Фильм вольно трактует сюжет детской книги Джонса «Сага об Эрике-викинге», изданной в 1983 году.

## Сюжет
Действие фильма разворачивается во времена, предшествующие Рагнарёку: брат поднял руку на брата, всю землю окутала королева Зима и волк Фенрир вот-вот проглотит Солнце. Главный герой картины — молодой викинг Эрик (Тим Роббинс), который начинает понимать, что жизнь — это не только насилие и грабёж. Сомнения в правильности принятого среди викингов образа жизни начинают одолевать Эрика, когда он влюбляется в Хельгу — девушку, случайно убитую им во время обычного захватнического похода. Поражённый её смертью, он решает положить конец Рагнарёку.
Эрик собирает отряд, с которым планирует добраться до страны Хай-Бразил, где ему надо найти рог «Громовержец» и трижды в него протрубить. Первый звук рога должен перенести Эрика и его команду в Асгард, второй — разбудить спящих богов, а третий — вернуть героев домой.
Локи, помощник кузнеца, понимает что окончание Рагнарёка сделает ненужными производимое им оружие, потому что люди перестанут убивать друг друга. Локи подговаривает своего хозяина, кузнеца Кейтеля помешать Эрику в походе. Сам же отправляется к известному своей жестокостью конунгу по имени Хальвдан Чёрный (Джон Клиз), которого также убеждает в необходимости убить Эрика и не допустить окончания Рагнарёка (кроме того, гибель Кейтеля сделает Локи единственным кузнецом в деревне).

## Творческая группа
Режиссёр фильма Терри Джонс и актёр Джон Клиз — бывшие участники комик-труппы Монти Пайтон и принимали участие в создании знаменитой провокационной серии фильмов по Монти Пайтон, в которой в фарсовом стиле показали некоторые ключевые моменты мировой истории. В фильме «Эрик Викинг» также продолжаются некоторые традиции Монти Пайтон.
Музыку к фильму написал композитор Нил Иннес, также длительное время сотрудничавший с труппой Монти Пайтон.
Дедушку Эрика играет актёр Микки Руни — «ветеран» Голливуда, исполнивший свыше 200 ролей.

## В ролях
| Актёр               | Роль                         |
| ------------------- | ---------------------------- |
| Тим Роббинс         | Эрик                         |
| Микки Руни          | дед Эрика                    |
| Эрта Китт           | Фрейя                        |
| Терри Джонс         | король Арнульф               |
| Имоджен Стаббс      | принцесса Ауд                |
| Джон Клиз           | Халфдан Чёрный               |
| Цутому Сэкинэ       | рабовладелец                 |
| Энтони Шер          | Локи                         |
| Гари Кэди           | кузнец Кейтель               |
| Тим МакИннерни      | дед Свена                    |
| Аллин Рэйчел        | Свен-берсерк                 |
| Джон Гордон Синклер | Ивар Безкостный              |
| Ричард Райдингс     | Торфин Раскалыватель черепов |
| Фредди Джонс        | Харальд-миссионер            |
| Саманта Бонд        | Хельга                       |
| Дэнни Шиллер        | Снорри Отверженный           |
| Джим Бродбент       | Эрнест Викинг                |
| Джим Картер         | Дженнифер Викинг             |
| Мэтилок Гиббс       | мать Эрика                   |
| Тилли Восберг       | Унн                          |